# Brianhuntleya intrusa
Brianhuntleya es un género monotípico  de planta suculenta  perteneciente a la familia Aizoaceae. Su única especie: Brianhuntleya intrusa (Kensit) Chess., S.A.Hammer & I.Oliv., es originaria del sur de África.

## Descripción
Es una planta suculenta perennifolia de pequeño tamaño que alcanza los 7 a 10 cm de altura y se encuentra en Sudáfrica en altitudes de 200 - 250 metros.

## Taxonomía
Brianhuntleya intrusa fue descrito por (Kensit) Chess., S.A.Hammer & I.Oliv. y publicado en Bothalia 33: 161. 2003.
Sinonimia
- Mesembryanthemum intrusum Kensit (1909)
- Ruschia intrusa (Kensit) L.Bolus[3]